# La Carretera
La Carretera è un album in studio del cantante spagnolo Julio Iglesias, pubblicato nel 1995.

## Tracce
1. La Carretera (Roberto Livi, Rafael Ferro)
2. Cosas De La Vida (Livi, Ferro)
3. Baila Morena (Livi, Ferro)
4. Derroche (Manuel Jimenez)
5. El Ultimo Verano (Iglesias, Livi, Ferro)
6. Agua Dulce, Agua Salá (Donato, Estefano, Hal Batt)
7. Sin Excusas Ni Rodeos (Iglesias, Donato, Estefano)
8. Mal De Amores (Livi, Ferro)
9. Rumbas [Medley] (M. Monreal, G. Monreal, García de Val, P. de Lucía, Torregrosa, J.M. Cano, Murillo, Gutiérrez, Fandino, Arcusa, Iglesias)
10. Vuela Alto (Sandra Beigbeder, Marian Beigbeder, Beatriz Álvarez)